# Meine schöne Tochter
Meine schöne Tochter ist ein Fernsehfilm des österreichischen Regisseurs Xaver Schwarzenberger.

## Handlung
Nach einem Badeunfall, bei dem ihre Mutter starb und sie selber fast ertrank, ist Gilda geistig auf dem Niveau eines neunjährigen Kindes stehengeblieben. Die 17-Jährige lebt mit ihrem Vater Charli, der als Sänger in einem Heurigenlokal arbeitet, in Wien. Charli schottet seine Tochter weitestgehend von der Außenwelt ab und hat Anna als Aufpasserin angestellt, damit Gilda nicht allein zu Hause ist, wenn er arbeitet.
Anlässlich ihres 18. Geburtstags verreist Gilda mit ihrer Großmutter ans Meer. Dort lernt sie zufällig Philip kennen, den Sohn von Charlis Chefin Gretl, in den sie sich verliebt. Zurück in Wien, geht Gilda eines Abends heimlich ins Lokal, in dem ihr Vater arbeitet. Dort trifft sie Philip wieder, der sie mit auf sein Zimmer nimmt und mit ihr schlafen will. Als Charli nachts nach Hause kommt und Gilda nicht findet, ruft er Anna an, die ihm erzählt, dass Gilda ins Lokal gegangen ist. Dort findet er Gilda weinend in einer Ecke in Philips Zimmer sitzen. Er trägt sie hinaus.
In der Schlussszene fahren Charli und Gilda in einem Heißluftballon, den Charli durch das Aufdrehen eines Ventils einer Gasflasche zur Explosion bringt.

## Hintergrund
Das Drehbuch schrieb Ulrike Schwarzenberger, die Ehefrau des Regisseurs Xaver Schwarzenberger, in Anlehnung an Giuseppe Verdis Oper Rigoletto.
Meine schöne Tochter wurde in Wien und im italienischen Grado gedreht. Die Erstausstrahlung erfolgte in Österreich auf ORF 2 am 24. November 2004. In Deutschland zeigte Das Erste den Film erstmals am 13. Juli 2005.
Leander Lichti, der Darsteller des Philip, wurde 2005 für den Undine Award als Bester jugendlicher Schauspieler in einem Fernsehfilm nominiert.

## Rezeption
Die Presse lobt das Drehbuch des Films, welches „sich mit seinen nachempfindbaren, plastischen Charakteren deutlich von dem ab[hebt], was derzeit sonst an TV-Filmen geboten wird“, sowie Hauptdarstellerin Phillippa Galli, deren Spiel „nicht unwesentlich dazu bei[trägt], dass die tragische Geschichte so zu berühren vermag“.